# Jules Roy
Jules Roy, född 22 oktober 1907 i Rovigo, Algeriet, död 15 juni 2000 i Vezelay, var en fransk stridsflygare och författare.

## Biografi
Liksom hans vän Albert Camus, var Roy en ättling av vita nybyggare i franska Algeriet. Han tillbringade sin barndom på sina morföräldrars gård utanför Paris, nära byn Sidi Moussa. Han var följden av en utomäktenskaplig förbindelse mellan Mathilde Roy, hustru till en polis, och Henri Dematons, en skollärare.
Under andra världskriget ledde Roy en skvadron i franska flygvapnet som var engagerad i bombningarna av Ruhrområdet. Han beskrev uppdraget i La Vallée Heureuse (Charlot, 1946). I sina memoarer säger journalisten Walter Lewino att när Roy först anslöt sig till de fria franska styrkorna efter de allierades invasion av norra Afrika, skickades han för flygträning till Dumfries, där britterna vid ett kompetenstest ignorerade hans kaptensrang och utnämnde honom till andra navigator. I juni 1953 avgick Roy ur armén, med överstes rang, i protest mot regeringens politik i indokinakriget.
Hans Le Voyage en Chine (1965) berättar historien om ett besök i Mao Zedongs Kina där han planerade att göra en film som porträtterade vad han hade tänkt skulle vara en framgångsrik omvandling av samhället, bara för att bli besviken på bristen på tillgång till de verkliga förhållandena i landet. Manès Sperber påpekar att till skillnad från de flesta sådana "pilgrimer till Utopia", sökte Roy inte bara efter vad han hade redan hittat, utan kritiserade honom för att inte kunna se igenom de propagandatyngda orden hos sina intervjuade. Sperber anser att händelser som Berlinupproret 1953 kan lära oss den "oförglömliga lektionen" om att även människor som har tillbringat de avgörande åren av sina liv under ett monopolitiskt system fortfarande kan resa sig mot det. Detta - och reflektion på misslyckandet med kampanjen De hundra blommorna och det efterföljande tillslaget, skeenden som Roy mycket väl förstod - visar att han kunde ha undvikit att göra misstaget att ta banala lovtal i regisserade intervjuer som ärliga ståndpunkter.
År 1995 återvände Roy, som hade bott i Frankrike i många år, till Algeriet och besökte sin mors grav på den lilla kyrkogården i Sidi Moussa. Roy tillbringade de sista åren av sitt liv i Vézelay, för sitt intresse för livet i Maria Magdalena.